# Мухарем Рюстем
Мухарем Рюстем ефенди (на турски: Muharem Rüstem Efendi, на гръцки: Μουχαρέμ Ρουστέμ Εφέντης) е общественик от македонския град Катерини. Рюстем е кмет на Катерини в момента, в който градът е завладян от гръцката армия през октомври 1912 година по време на Балканската война. Тъй като се ползва с доверие от катеринци Рюстем ефенди е оставен на кметската длъжност независимо, че е турчин до 1915 година. Управлява предпазливо и успява да опази общинския фонд от разграбване. Наследен е от Василиос Кирянис.